# Paul Steg
Paul Oskar Steg (Paul O. Steg; * 24. August 1919 in Greenleaf, Kansas; † 14. Juni 1995 in DeKalb, Illinois) war ein US-amerikanischer Komponist.
Steg diente von 1940 bis 1946 als Chefadjutant und Kapellmeister bei der US Air Force. Er studierte an der Wichita State University und der Boston University (D.M.A. 1961) u. a. bei Gardner Read und unterrichtete dann bis zu seiner Emeritierung 1986 an der Northern Illinois University, wo u. a. Michael Udow, Elizabeth Start und Brent Michael Davids seine Schüler waren. Er komponierte sinfonische Werke, Musik für Bläserensemble und Kammermusik. Bei Perkussionisten weltweit populär ist seine Studie für Perkussion Targets.

## Quelle
- Media Press Music: Paul Steg (englisch)
- Chicago Tribune, 18. Juni 1995: Paul Oskar Steg (englisch)

| Personendaten    | Personendaten                                        |
| ---------------- | ---------------------------------------------------- |
| NAME             | Steg, Paul                                           |
| ALTERNATIVNAMEN  | Steg, Paul Oskar (vollständiger Name); Steg, Paul O. |
| KURZBESCHREIBUNG | US-amerikanischer Komponist                          |
| GEBURTSDATUM     | 24. August 1919                                      |
| GEBURTSORT       | Greenleaf, Kansas                                    |
| STERBEDATUM      | 14. Juni 1995                                        |
| STERBEORT        | DeKalb, Illinois                                     |